# Tau Airport
Tau Airport är en flygplats i Amerikanska Samoa (USA).   Den ligger i distriktet Manuadistriktet, i den centrala delen av landet, 130 km öster om huvudstaden Pago Pago. Tau Airport ligger 66 meter över havet. Den ligger på ön Ta‘ū Island.
Terrängen runt Tau Airport är varierad. Havet är nära Tau Airport åt nordväst.  Trakten är glest befolkad. Närmaste större samhälle är Ta`ū, 0,61 km sydväst om Tau Airport. 
I omgivningarna runt Tau Airport växer i huvudsak städsegrön lövskog.